# Siwiec (roślina)

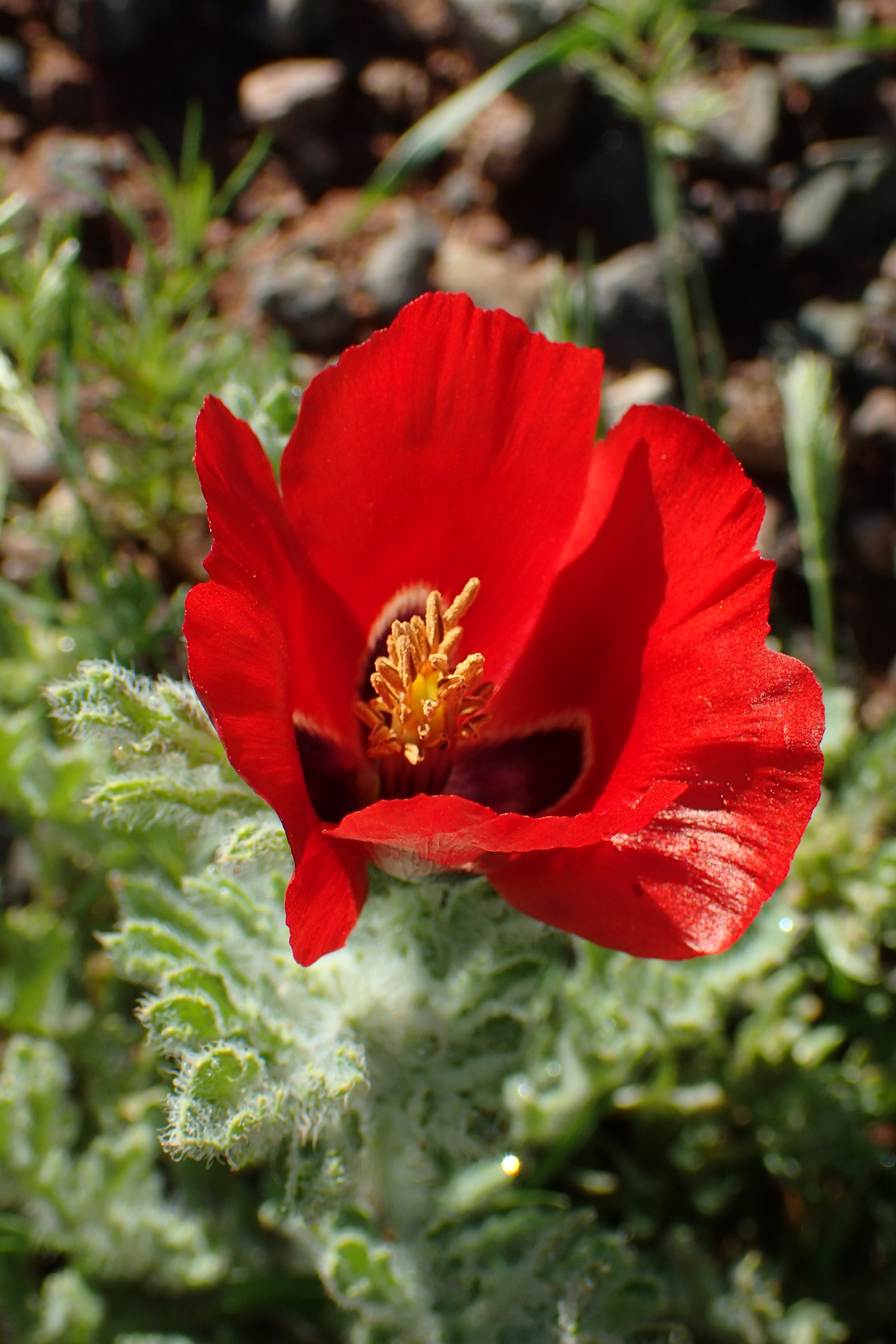
Siwiec pomarańczowy

Siwiec (Glaucium Mill.) – rodzaj roślin z rodziny makowatych. Obejmuje 25 gatunków. Rośliny te występują głównie w rejonie śródziemnomorskim, poza tym w zachodniej Europie, w południowo-zachodniej i centralnej Azji. W Polsce dwa gatunki rejestrowane są w stanie dzikim jako przejściowo dziczejące (efemerofity) – siwiec pomarańczowy G. corniculatum i siwiec żółty G. flavum. Te same dwa gatunki rosną jako introdukowane także w Ameryce Północnej.
Bywają uprawiane jako ozdobne, dawniej wykorzystywane były jako lecznicze, mają zastosowanie jako olejodajne i kosmetyczne. 

## Morfologia
PokrójByliny, rośliny dwuletnie, rzadko rośliny jednoroczne, zawierające sok mleczny. Korzeń palowy, cienki. Łodyga wzniesiona lub podnosząca się, zaokrąglona na przekroju, naga lub owłosiona
LiścieSkupione w rozetę przyziemną i skrętolegle rozmieszczone wzdłuż łodygi. Liście siedzące, nasadą zwykle obejmujące łodygę. Blaszka pierzasto wcinana, silniej u liści dolnych, w górnych zwykle falista, brzeg piłkowany lub karbowany.
KwiatyDuże, pojedyncze, zwykle długoszypułkowe, rozwijające się na szczycie pędu lub wyrastające w kątach liści. Działki kielicha dwie, szybko odpadające, nagie lub owłosione. Płatki cztery, białe, żółte, pomarańczowe lub czerwone, przeważnie z ciemniejszą plamą u nasady płatków. Pręciki liczne. Zalążnia powstaje z dwóch owocolistków, walcowato wydłużona, na szczycie z niemal siedzącym i dwudzielnym znamieniem.
OwoceWąskie i długie do 30 cm torebki, szybko i znacznie wydłużające się po przekwitnięciu kwiatów. Zawierają liczne, nerkowato-jajowate nasiona.

## Systematyka
Pozycja systematyczna
Rodzaj z plemienia Chelidonieae, podrodziny: Papaveroideae z rodziny makowatych Papaveraceae.
Wykaz gatunków
- Glaucium acutidentatum Hausskn. & Bornm.
- Glaucium afghanicum Kitam.
- Glaucium alakirensis Aykurt, K.Yıldız & Özçandır
- Glaucium aleppicum Boiss. & Hausskn.
- Glaucium arabicum Fresen.
- Glaucium calycinum Boiss.
- Glaucium cappadocicum Boiss.
- Glaucium contortuplicatum Boiss.
- Glaucium corniculatum (L.) Curtis – siwiec pomarańczowy
- Glaucium cuneatum Cullen
- Glaucium elbursium Mory
- Glaucium elegans Fisch. & C.A.Mey.
- Glaucium fimbrilligerum Boiss.
- Glaucium flavum Crantz – siwiec żółty
- Glaucium grandiflorum Boiss. & A.Huet
- Glaucium insigne Popov
- Glaucium leiocarpum Boiss.
- Glaucium mathiolifolium Mobayen
- Glaucium oxylobum Boiss. & Buhse
- Glaucium quadratifolium Fedde
- Glaucium refractocarpum Gilli
- Glaucium secmenii Yıld.
- Glaucium squamigerum Kar. & Kir.
- Glaucium vitellinum Boiss. & Buhse
- Glaucium yazdianum Tavakkoli & Assadi

## Zastosowanie
Niektóre gatunki są uprawiane jako rośliny ozdobne. Z nasion siwca żółtego pozyskuje się olej wykorzystywany do oświetlania i wyrobu mydeł. Roślina dawniej wykorzystywana była także jako lecznicza. Glaucyna z niej pozyskiwana znajduje zastosowanie przy produkcji kosmetyków.